# حزب اجماع روشنگران ملی افغانستان
حزب اجماع روشنگران ملی افغانستان ، یک نهاد سیاسی مستقل و غیر وابسته که با ایدئولوژی پلورالیسم (کثرت‌گرایی)، سیاسی و ملی است. این حزب مبارزاتش را در راستای تحقق عدالت اجتماعی و تحکیم وحدت و هم‌بستگی ملی، همچنین استقرار صلح و ثبات پایدار و حراست از هویت ملی، حاکمیت قانون و تضمین اجرای آن در جهت برقراری عدالت، حفظ و گسترش فرهنگ و ارزش‌های سنن ملی در پرتو دین اسلام، تحت حمایت قانون اساسی در سطح ملی و بین‌المللی را دنبال می‌‌کند.
احترام به مقام والای انسانیت و رعایت دموکراسی که در تضاد با منافع ملی و فرهنگی کشور نباشد، حمایت از حقوق مردم در سطح کشور و ایجاد فرصت‌های تحصیلی و شغلی برای جوانان، بدون هرگونه تبعیض جنسیتی در کلیه امور کشوری، از مهم‌ترین اهداف حزب اجماع ملی روشنگران افغانستان می‌باشد.

## تاریخچه
آنگونه که ادعا می‌شود، اجماع ملی افغانستان یک نهاد سیاسی متشکل از عناصری از همه قشرها، ملیت‌ها، مذهب‌ها و زبان‌ها، اعم از مردان و زنان بوده که دارای اندیشه‌هایی چون عدالت اجتماعی و ملی، تأمین و تحکیم وحدت ملی، صلح و ثبات سرتاسری و دائمی در وجب به وجب خاک افغانستان و اعاده حقوق به مستحقین در سطوح ملی و بین‌المللی به تاریخ پنجم حمل ۱۳۸۸ به وسیله الحاج محمد صبور «فرملی» و تیم ایشان و به منظور تحقق اهداف و آرمان‌های فوق‌الذکر و فعالیت‌های سیاسی و اجتماعی تاسیس شد. طبق گفته اعضای این اجماع "در طول تاریخ پر از فرازونشیب افغانستان هرگاه کشور ما دچار مشکلات سیاسی، داخلی یا خارجی می‌شد به اجماع رو می‌آورد و با جمع‌بندی نظریات نمایندگان ملت نتیجه خوبی گرفته می‌شد.
اکنون که کشور و ملت ما با چالش‌های سیاسی، امنیتی، اقتصادی، فرهنگی و اجتماعی مواجه است، فقط راه مقابله با چالش‌های مذکور را در وجود اجماع ملی می‌توان سراغ نمود".این اجماع که در مرحله اول از شوراهای قومی، شوراهای محلی، بزرگان، متنفذین، علما، روحانیون و جوانان، بشکل علنی و رسمی تشکیل گردیده، از بدو تشکیلش راهکار سیاسی و اجتماعی خویش را به حیث یک سمبل وحدت و همبستگی ملی تعیین نموده‌است که ادعا می‌کند که در شرایط و مقتضیات عینی و ذهنی کشور افغانستان به مبارزاتش در راه حاکمیت قانون، تأمین عدالت اجتماعی و پلورلیزم ملی سیاسی، تأمین و تحکیم وحدت ملی، صلح و ثبات دائمی و امنیت سرتاسری، استقلال سیاسی، تمامیت ارضی، حفظ و حراست از حریم‌های سیاسی و جغرافیایی کشور، استرداد، حل‌وفصل قضایای خط دیورند با همسایه شرقی کشور ادامه می‌دهد و همچنان احترام به قانون استفاده از حق آبه‌های بین‌المللی در مورد رودهای آمو و هلمند با همسایه‌های شمالی و غربی افغانستان که در باب سیاست بین‌المللی ح.ا.م.ا. تشریح گردیده از اهداف خود به شمار می‌آورد. همچنان مدعی است که ترویج فرهنگ شایسته‌سالاری، تأمین و حراست از هویت‌های اسلامی و افغانی از جمله راهکارهای سیاسی اجماع ملی می‌باشد. به ادعای این حزب، وجیبه هر عضو اجماع ملی این است که جهت تحقق اهداف و مرام‌های این حزب در  چهارچوب قانون اساسی و سایر قوانین نافذه کشور کار و مبارزه نماید، همچنان بایست متذکر شد که مبارزه دوامدار علیه ترور، اختناق، رشوه زرع، تولید، استعمال و ترافیک مواد مخدر، قاچاق آثار تاریخی کشور، بی‌سوادی و بیکاری، همچنان مبارزه علیه قانون شکنی‌ها، فساد اخلاقی و مظالم اجتماعی را در صدر راهکارها و اهداف خویش قرار دهد. اجماع ملی افغانستان مدعی است که بدون در نظر داشتن ملیت، لسان، مذهب، اقلیت یا اکثریت دروازه‌اش برای فرد فرد این ملت که از پدر و مادر افغان چه در داخل و چه در خارج کشور به دنیا آمده باشد، باز بوده و از اشتراک همه را در این مقطع به گرمی استقبال می‌نماید. اجماع ملی افغانستان روز سه شنبه مورخ ۱۳۸۷/۱۰/۱۰ مصادف به ۲۰۰۸/۱۲/۳۰ بحضور داشت بیش از ۱۰۰۰۰ تن از اعضا و حدود ۹۰۰ تن از مهمانان داخلی و خارجی، بعضی اراکین دولتی، رهبران، نماینده گان اکثر احزاب سیاسی و نهادهای اجتماعی، علما، روحانیون، روشن فکران و بعضی از نمایندگان کور دیپلوماتیک اعم از ذکور و اناث، اولین کنگره خویش را در مقر هوتل کابل دوبی تدویر نمود که در طی این کنگره،  الحاج محمد صبور «فرملی» به عنوان رهبر اجماع ملی افغانستان با اکثریت انتخاب شد.

## اساس‌نامه حزب
اساس‌نامه حزب حاوی ۷ فصل و ۴۷ ماده هست که در وزارت عدلیه افغانستان به ثبت رسیده‌ است. 

## تشکیلات حزب

### تشکیلات مرکزی[۱]
| تشکیلات مرکزی حزب اجماع روشنگران ملی افغانستان  | تشکیلات مرکزی حزب اجماع روشنگران ملی افغانستان | تشکیلات مرکزی حزب اجماع روشنگران ملی افغانستان | تشکیلات مرکزی حزب اجماع روشنگران ملی افغانستان |
| ----------------------------------------------- | ---------------------------------------------- | ---------------------------------------------- | ---------------------------------------------- |
| معاونت مالی                                     | رهبری حزب                                      | رهبری حزب                                      | معاونت سیاسی                                   |
| کمیته‌های حزب                                    |                                                |                                                |                                                |
| کمیته سیاسی                                     | کمیته تنظیم و تشکیلات                          | کمیته مالی و اقتصاد                            | کمیته سازمان‌های اجتماعی و جوانان               |
| کمیته تنظیم امور زنان                           | کمیته آموزش و پرورش                            | کمیته ورزش و جوانان                            | کمیته دفاع و عدل                               |
| کمیته فرهنگی و تبلیغات                          | کمیته فرهنگی و تبلیغات                         | دارالانشاً                                      | دارالانشاً                                      |
| شورایی اجراییه حزب اجماع روشنگران ملی افغانستان |                                                |                                                |                                                |
| شورایی رهبری حزب اجماع روشنگران ملی افغانستان   |                                                |                                                |                                                |

### تشکیلات ولایات[۲]
| تشکیلات ولایات حزب اجماع روشنگران ملی افغانستان | تشکیلات ولایات حزب اجماع روشنگران ملی افغانستان                         |
| ----------------------------------------------- | ----------------------------------------------------------------------- |
| حوزه مرکز                                       | - کابل - پنجشیر - دایکندی - غزنی - دایکندی - کاپیسا - وردک              |
| حوزه شمال و شمال شرق                            | - بلخ - بدخشان - جوزجان - فاریاب - قندوز - تخار - سرپل - بغلان - سمنگان |
| حوزه غرب و جنوب غرب                             | - نیمروز - قلات - فراه - غور - زابل - بادغیس - قندهار - هرات            |
| حوزه شرق و جنوب شرق                             | - ننگرهار - پکتیا - پکتیکا - خوست - کنر - نورستان - لوگر - لغمان        |

## اشخاص شناخته شده حزب
- داکتر اشرف غنی احمد زی: کاندیدای ریاست جمهوری از اجماع ملی در سال ۲۰۰۹.
- داکتر عزیزالله لودین: کاندیدای ریاست جمهوری از اجماع ملی در سال ۲۰۱۴.
- داکتر نبی زاده: در سال ۲۰۰۹ معاول دوم داکتر اشرف غنی احمد زی و در سال ۲۰۱۴ معاون دوم قطب الدین هلال از کاندای ریاست جمهوری.
- جنرال عابد نظر: معاون دوم احمدزی از کاندیدای ریاست جمهوری در سال ۲۰۱۴.
- حاجی احمد نذیر احمدزی: وکیل پارلمان و معاون دوم پارلمان.
- مرحوم حیدر زمان اعتمادی: رئیس تشریفات وزارت خارجه
- جنرال واسع احمدزی: رئیس استخبارات وزارت دفاع ملی.
- جنرال محمد داود امان حیدری: رئیس بنیاد محمد داود رئیس‌جمهور اسبق افغانستان.